# Avia B.122

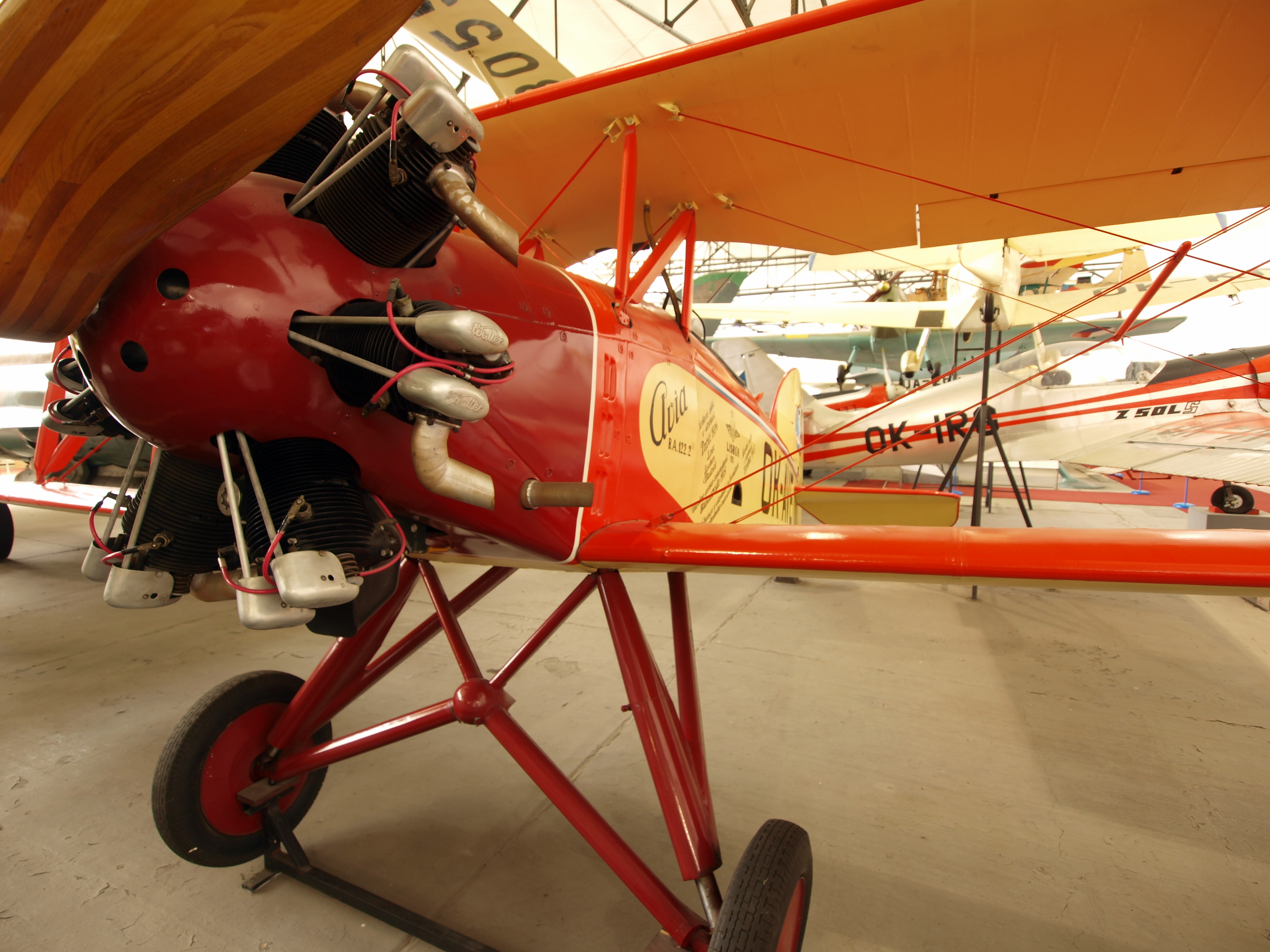
Avia Ba-122

Avia B. 122 (также известен как Vosa или Wasp) — чехословацкий одноместный учебно-тренировочный самолёт, созданный в середине 30-х годов. Ограничено использовался в первые годы Второй мировой войны.

## История
Весной 1934 года армейское командование Чехословакии принимает решение о том, что пилоты чехословацких ВВС должны принять участие в международных соревнованиях по пилотажу Coupe Mondiale, которые должны были пройти 11 июля 1934 года в Париже. Чехословацкой самолётостроительной фирме Avia была поручена задача создания самолёта для этих состязаний. Спустя всего шесть недель публике был представлен B.122. У пилотов оставалось ещё несколько недель для овладения новым самолётом. Самолёт, созданный на скорую руку, оказался неплохим и чехословацкие пилоты заняли четвёртое и восьмое места.
После этого, следуя предложениям пилотов, самолёт был улучшен — увеличена площадь киля и поставлен усовершенствованный двигатель (семицилиндровый Walter Castor IIА с новым карбюратором или девятицилиндровый Avia Rk.17). Эта версия получила обозначение Ba.122. Оборонное ведомство Чехословакии заказало для тренировок лётчиков-истребителей 35 машин Ba.122 с двигателем Avia Rk.17. На Международном аэробатическом соревновании, организованном Немецким аэроклубом (нем. Aeroklub von Deutschland) во время Олимпийских игр 1936 года, чехословацкие пилоты на трёх самолётах Ba.122 (два из них были оснащены мотором Walter Castor IIА, один — Avia Rk.17) занимают второе, третье и восьмое места. В 1937 году на отдельных Ba.122 был установлен девятицилиндровый двигатель Walter Pollux мощностью 325 л. с. 1937 год также стал успешным — в июле и августе Avia занимает первое, третье и четвёртое места на международной встрече авиаторов в Цюрихе.
Пилотажные возможности Ba.122 произвели столь сильное впечатление на руководство Военно-воздушных сил РККА, что уже в 1936 году советская сторона заказала у фирмы Avia 15 самолётов этого типа (десять из них должны были быть оборудованы двигателем Walter Castor, оставшиеся пять — Walter Pollux). В начале 1937 года заказанные машины были доставлены в Советский Союз. Один из этих самолётов в том же году прошёл программу государственных испытаний в НИИ ВВС. Ba.122 получил высокие оценки испытателей, основной вывод которых сводился к тому, «…самолёт представляет большую ценность для тренировки и отработки перевёрнутого штопора лётчиков-истребителей».
Начало Второй мировой войны похоронило дальнейшее развитие этого самолёта. После аншлюса Чехословакии часть Ba.122 применялись люфтваффе. Остальные машины были проданы ВВС Словакии (Словакия стала к тому моменту отдельным государством с марионеточным правительством) и ВВС Болгарии.

## Модификации

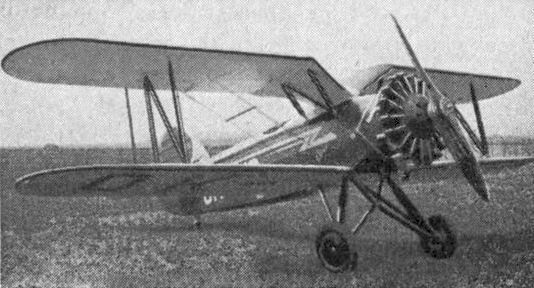
Avia B.422 photo from L'Aerophile May 1938

B.1223 прототипа с двигателем Walter Castor II, B-122.2 и .3 позже доработаны по образцу Ba.122
Ba.122улучшенный вариант, элероны на крыльях, увеличенное хвостовое оперение, всего 60 машин, большинство выпущено с двигателем Avia RK-17
Ba.222Ba.122 с капотом NACA и обтекателями шасси (1 прототип)
Ba.422Ba.122 верхнее крыло типа "чайка" для улучшения обзора в перевёрнутом полёте (2 самолёта)
Bš.122Военный учебный вариант Ba.122, вынесенное крыло, двигатель Walter Castor II (45 самолётов)
B.322Bš-122 с закрытым фонарём кабины и обтекателем Тауненда

## Эксплуатанты

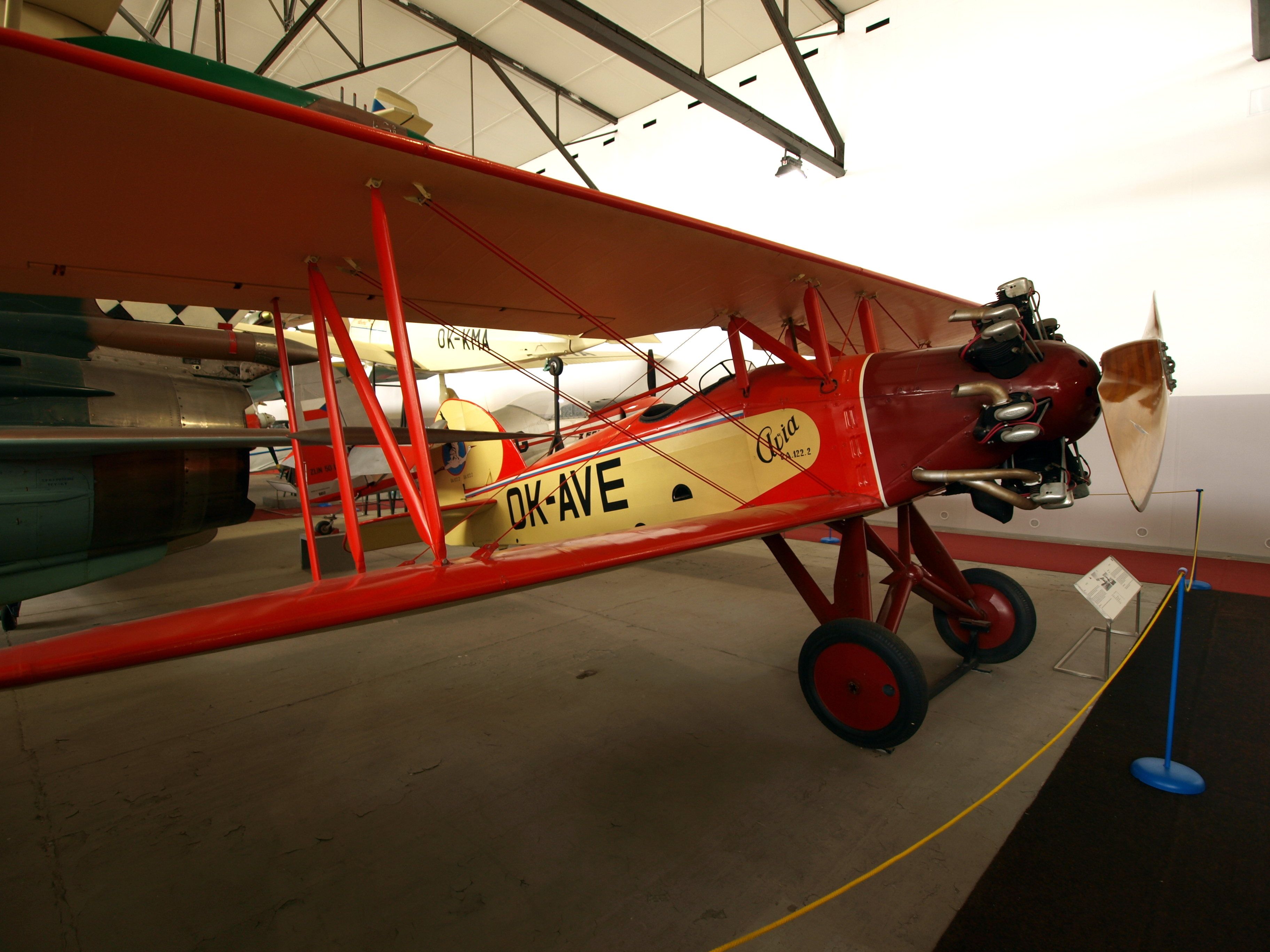
Avia Ba-122 (OK-AVE)

Чехословакия
- ВВС Чехословакии – 45 Bš.122 и 45 B/Ba.122

 СССР
- ВВС СССР в 1937 году получены заказанные годом ранее 15 Ba.122

 Словацкая республика (1939—1945)
- ВВС Словакии

 Германия
- Люфтваффе 12 трофейных самолётов из состава ВВС Чехословакии

 Болгария
- Царские военно-воздушные силы Болгарии: у Германии куплены 12 Bs 122, именовались ″Воса″ (″Оса″)[3]

 Румыния
- Королевские румынские ВВС – один Ba-122.40 (YR-DPO)

## Тактико-технические характеристики (Ba.122)

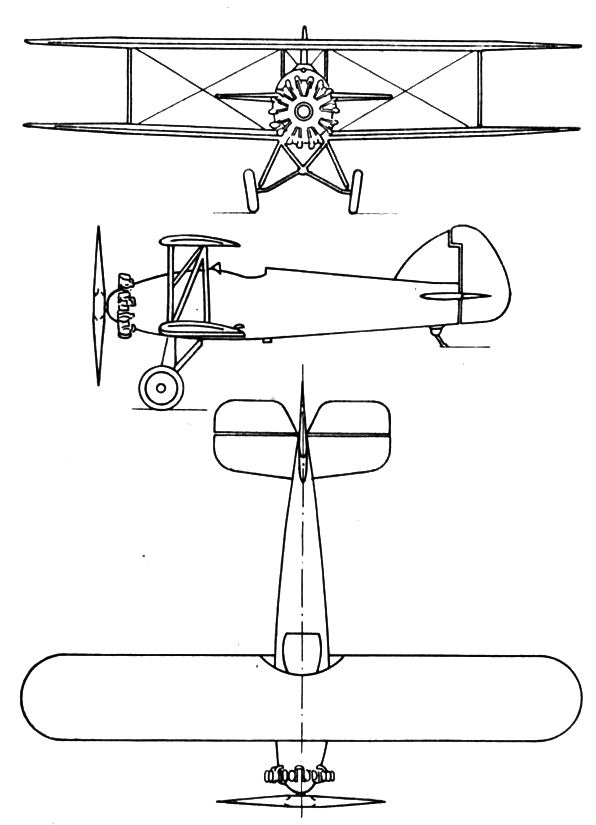
Схема Avia B.122 из журнала L'Aérophile за апрель 1937 года

Источник данных: Němeček, Václav – Československá letadla

Технические характеристики
- Экипаж: 1
- Длина: 6,80 м
- Размах крыла: 8,85 м
- Высота: 2,84 м
- Площадь крыла: 22,55 м² (обоих крыльев)
- Профиль крыла: Clark Y
- Масса пустого: 780 кг
- Нормальная взлётная масса: 1 080 кг
- Силовая установка: 1 × 9-цилиндровый воздушного охлаждения Avia RK.17
- Мощность двигателей: 1 × 420 л. с. (1 × 310 кВт)
- Воздушный винт: двухлопастный

Лётные характеристики
- Максимальная скорость: 300 км/ч
- Крейсерская скорость: 230 км/ч
- Практическая дальность: 575 км
- Практический потолок: 7 000 м
- Скороподъёмность: 3 300 м за 6 минут